# Marilyn McCord Adams
Marilyn McCord Adams (12 d'octubre de 1943 – 22 de març de 2017) fou una filòsofa estatunidenca que treballa principalment les àrees de la filosofia religiosa, teologia filosòfica i filosofia medieval.

## Família
Adams era filla de William Clark McCord i Wilmah Brown McCord. El 1966 va contreure matrimoni amb el filòsof Robert Merrihew Adams.

## Carrera
Llicenciada per la Universitat d'Illinois a Urbana-Champaign en 1964 i doctorada a la Universitat Cornell en 1967. L'1 de juliol del 2009 Adams va ser designada professora distingida d'Investigacions de filosofia a la Universitat de Carolina del Nord a Chapel Hill. Anteriorment havia estat la "Regius Professor of Divinity" a la Universitat d'Oxford, l'"Horace Tracy Pitkin" professora de teologia històrica a la Universitat Yale i professora filosòfica a la Universitat d'UCLA. El 1987 Adams va ser ordenada sacerdotessa a l'església episcopal als Estats Units d'Amèrica i canònica de la Catedral d'Oxford.

## Obres i escrits
El treball d'Adams a l'àmbit de la filosofía s'ha enfocat en la filosofia de la religió, especialment al problema del mal, teologia filosòfica, metafísica i filosofia medieval. Els seus treballs sobre el problema del mal se centren majoritàriament en el que ella denomina "Dimonis horrens". Ella advoca pel cristianisme universalista i creu que finalment tots els humans rebran la salvació i el perdó de Déu.
Les doctrines tradicionals de l'infern s'equivoquen en suposar que Déu no obté el que desitja de cada ésser humà (Déu desitja que tots els éssers humans se salvin) o que de manera deliberada Déu creï alguns perquè es condemnin. Les doctrines tradicionals de l'infern suposen que Déu no posseeix el desig o la paciència o els recursos per civilitzar a cadascun dels humans.
Adams ha sostingut la legitimitat de les relacions homosexuals i heterosexuals, en l'àmbit de la teoria ètica cristiana.
- Adams, Marilyn McCord. Christ and Horrors: The Coherence of Christology. Based on the Gifford Lectures for 1998-1999. Cambridge: Cambridge University Press, 2006. ISBN 0-521-68600-8
- Adams, Marilyn McCord. Horrendous Evils and the Goodness of God. Ithaca: Cornell University Press, 1999. ISBN 0-8014-8686-6
- Adams, Marilyn McCord. "Is the Existence of God a 'Hard' Fact?". The Philosophical Review Vol. LXXVI, No. 4 (October 1967) 492-503.
- Adams, Marilyn McCord, trans. Paul of Venice, On the Truth and Falsity of Propositions and On the Significatum of a Proposition, ed. Francesco del Punta. London: Oxford University Press for the British Academy, 1977.
- Adams, Marilyn McCord, and Robert Merrhew Adams, eds. The Problem of Evil. Oxford: Oxford University Press, 1990.
- Adams, Marilyn McCord and Norman Kretzman, eds. and trans. William Ockham's Predestination, God's Foreknowledge, and Future Contingents. 2nd ed. Indianapolis, IN: Hackett, 1983.
- Adams, Marilyn McCord. Some Later Medieval Theories of the Eucharist: Thomas Aquinas, Giles of Rome, Duns Scotus, and William Ockham. Nova York: Oxford University Press, 2010.
- Adams, Marilyn McCord. "What Sort of Human Nature? Medieval Philosophy and the Systematics of Christology" (Aquinas Lecture 1999). Milwaukee: Marquette University Press, 1999.
- Adams, Marilyn McCord. William of Ockham (2 vols.) Notre Dame, IN: Notre Dame University Press, 1987. ISBN 0-268-01945-2